# Andreas Sander
Andreas Sander (* 13. Juni 1989 in Schwelm) ist ein deutscher Skirennläufer. Er gehört derzeit dem A-Kader der deutschen Skinationalmannschaft an und ist auf die Disziplinen Abfahrt und Super-G spezialisiert. Sein bisher größter Erfolg ist der Gewinn der Silbermedaille in der Abfahrt bei den Weltmeisterschaften 2021.

## Biografie

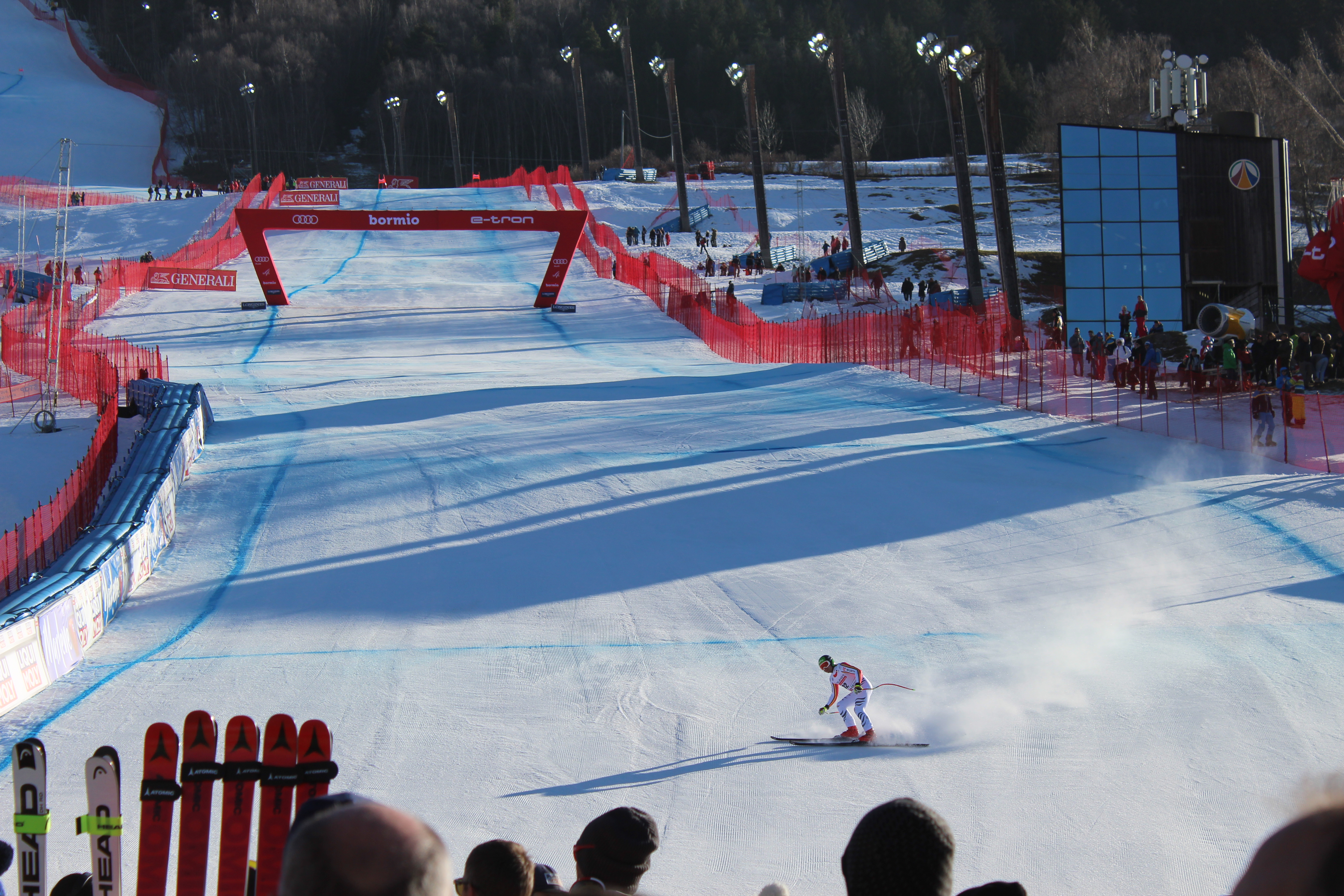
Andreas Sander auf der Pista Stelvio in Bormio (2019)

Sander wuchs im westfälischen Ennepetal-Rüggeberg auf. Mit dem Skisport begann er im Alter von zwei Jahren unter Anleitung seiner Eltern auf der heimischen Teufelswiese. Später reiste er regelmäßig mit seinen Eltern für Skiurlaube in die Alpen. Sein Talent zeigte sich frühzeitig: Er wurde in seiner Altersklasse mehrfacher Westdeutscher Meister und 2004 Deutscher Schülermeister. Nachdem die Talentsichter des Deutschen Skiverbandes (DSV) auf ihn aufmerksam geworden waren, holten sie Sander zur optimalen Förderung 2004 nach Bayern an das Ski-Gymnasium Berchtesgaden. Im Herbst 2006 wechselte er an das Gertrud-von-le-Fort-Gymnasium Oberstdorf, welches Partner des Wintersports ist.
Schnell stellten sich erste Erfolge ein. 2006 wurde er vierfacher Deutscher Jugendmeister im Slalom, Riesenslalom, Super-G und in der Abfahrt. Im Jahr darauf Vizejugendmeister im Slalom und 2008 Vizejugendmeister im Riesenslalom. Seinen bislang größten Erfolg feierte er Ende Februar 2008, als er bei den Juniorenweltmeisterschaften im spanischen Formigal die Goldmedaille im Super-G errang, der erste Weltmeistertitel für das Herrenteam des DSV seit 2001. Mit diesem Erfolg qualifizierte er sich für das Weltcupfinale in Bormio. Bei seinem Weltcupdebüt am 13. März 2008 schied er jedoch kurz vor dem Ziel aus.
In den zwei darauf folgenden Wintern konnte Sander diesen Erfolg vorerst nicht bestätigen. Er kam hauptsächlich im Europacup zum Einsatz, war aber nie besser als Zwölfter. Im Winter 2010/11 zeigte er jedoch eine aufsteigende Formkurve. Am 18. Dezember 2010 fuhr er in der Abfahrt von Gröden auf den 28. Platz und holte damit die ersten Weltcuppunkte. Hinzu kamen zwei Podestplätze in Europacuprennen. Bei den Weltmeisterschaften 2011 in Garmisch-Partenkirchen erlitt er nach dem 21. Platz im Super-G bei einem Sturz in der Abfahrt einen Innenbandriss im rechten Knie. Fünf Wochen später nahm er auf derselben Piste an den Deutschen Meisterschaften teil und gewann den Abfahrts- und den Super-G-Titel.
Der Winter 2015/16 erwies sich mit sechs Top-10-Platzierungen (zweimal Abfahrt, viermal Super-G) als besonders erfolgreich. Am 16. Dezember 2016, also in der Saison 2016/17, feierte Sander mit dem fünften Platz beim Super-G in Gröden sein bisher bestes Weltcupergebnis. Bei den Weltmeisterschaften 2017 in St. Moritz wurde er Siebter im Super-G und Achter in der Abfahrt. Beim Weltcupfinale in Aspen erreichte Sander den 6. Platz in der Abfahrt. Die Saison 2017/18 verlief auch sehr erfolgreich. In Kitzbühel in der Abfahrt wurde er Sechster und im Super-G Achter. Damit qualifizierte er sich für die Olympischen Spiele in Pyeongchang. Dort wurde er im Super-G Achter und in der Abfahrt Zehnter. Nach einem durchwachsenen Saisonbeginn im Winter 2018/19 musste er diese vorzeitig beenden, da er sich, wie erst nach den Rennen in Bormio diagnostiziert, beim Training in der Abfahrt einen Kreuzbandriss im rechten Knie zuzog.
Trotz dieser Verletzung erreichte er im Super-G noch den 14. Platz.
Beim Abfahrtsrennen der Weltmeisterschaften 2021 in Cortina d’Ampezzo gewann er überraschend mit nur einer Hundertstelsekunde Rückstand auf Vincent Kriechmayr die Silbermedaille, nachdem er drei Tage zuvor im Super-G auf Platz neun gefahren war. In diesem Winter erreichte er gleichzeitig seine bisher besten Endplatzierungen im Weltcup mit einem 20. Platz im Gesamt- und Top-10-Platzierungen jeweils im Abfahrts- und Super-G-Weltcup.
Am 5. März 2023 stand Sander mit dem zweiten Platz im Super-G von Aspen erstmals auf dem Podest eines Weltcuprennens. Bereits im folgenden Rennen, der Abfahrt beim Weltcupfinale in Soldeu, erreichte er als Drittplatzierter sein zweites Podest sowie sein erstes in dieser Disziplin.
Im Oktober 2024 wurde bekannt gegeben, dass bei Sander eine mitochondriale  Dysfunktion diagnostiziert wurde.

## Erfolge

### Olympische Spiele
- Pyeongchang 2018: 8. Super-G, 10. Abfahrt
- Peking 2022: 8. Super-G, 17. Abfahrt

### Weltmeisterschaften
- Garmisch-Partenkirchen 2011: 21. Super-G
- Vail/Beaver Creek 2015: 17. Abfahrt, 23. Super-G, 23. Kombination
- St. Moritz 2017: 7. Super-G, 8. Abfahrt
- Cortina d’Ampezzo 2021: 2. Abfahrt, 9. Super-G
- Courchevel/Méribel 2023: 9. Super-G, 29. Abfahrt

### Weltcup
- 33 Platzierungen unter den besten zehn, davon 2 Podestplätze

### Weltcupwertungen
| Saison  | Gesamt | Gesamt | Abfahrt | Abfahrt | Super-G | Super-G | Kombination | Kombination |
| Saison  | Platz  | Punkte | Platz   | Punkte  | Platz   | Punkte  | Platz       | Punkte      |
| ------- | ------ | ------ | ------- | ------- | ------- | ------- | ----------- | ----------- |
| 2010/11 | 161.   | 4      | 59.     | 4       | –       | –       | –           | –           |
| 2011/12 | 80.    | 72     | 35.     | 43      | 46.     | 13      | 32.         | 16          |
| 2012/13 | 120.   | 14     | 49.     | 9       | 52.     | 1       | 29.         | 4           |
| 2014/15 | 93.    | 49     | 37.     | 36      | 43.     | 13      | –           | –           |
| 2015/16 | 31.    | 317    | 25.     | 133     | 15.     | 164     | 25.         | 20          |
| 2016/17 | 37.    | 238    | 18.     | 128     | 16.     | 110     | –           | –           |
| 2017/18 | 31.    | 275    | 16.     | 141     | 13.     | 134     | –           | –           |
| 2018/19 | 93.    | 58     | 47.     | 14      | 24.     | 44      | –           | –           |
| 2019/20 | 37.    | 195    | 30.     | 73      | 13.     | 122     | –           | –           |
| 2020/21 | 20.    | 330    | 10.     | 161     | 6.      | 169     | –           | –           |
| 2021/22 | 46.    | 197    | 33.     | 60      | 12.     | 137     | –           | –           |
| 2022/23 | 15.    | 421    | 16.     | 156     | 4.      | 265     | –           | –           |
| 2023/24 | 87.    | 58     | 36.     | 46      | 47.     | 12      | –           | –           |

### Europacup
- Saison 2014/15: 7. Abfahrtswertung
- 4 Podestplätze, davon 1 Sieg:

| Datum         | Ort    | Land    | Disziplin |
| ------------- | ------ | ------- | --------- |
| 20. März 2015 | Soldeu | Andorra | Abfahrt   |

### Juniorenweltmeisterschaften
- Altenmarkt/Flachau 2007: 21. Super-G, 49. Riesenslalom
- Formigal 2008: 1. Super-G, 6. Kombination, 8. Abfahrt, 27. Slalom, 29. Riesenslalom
- Garmisch-Partenkirchen 2009: 4. Kombination, 7. Super-G, 10. Abfahrt, 15. Riesenslalom, 27. Slalom

### Weitere Erfolge
- 9 deutsche Meistertitel (Abfahrt 2011, 2012 und 2023; Super-G 2011, 2012, 2014, 2015 und 2022; Kombination 2016)
- 2 Siege in FIS-Rennen
- 1 Sieg im South America Cup